# Vaas van Rubin

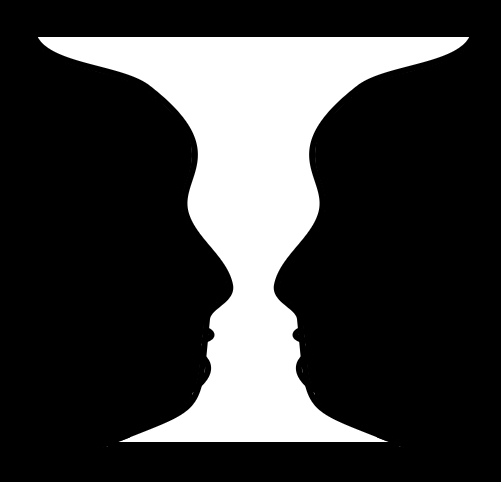
Vaas van Rubin

De vaas van Rubin is een optische illusie, die in 1915 door de Deense psycholoog Edgar Rubin werd gepresenteerd als een van de illustraties in zijn publicatie Synsoplevede Figurer (Visuele figuren). Het principe van de vaas was in de kunstgeschiedenis al veel langer bekend.

## De illusie
Het plaatje is een bekend voorbeeld van bistabiele waarneming: óf je ziet de witte vaas, óf je ziet twee zwarte gezichten maar je kunt ze niet allebei tegelijk zien, wel afwisselend.
Het plaatje van Rubin is een intuïtieve en tegelijk heel praktische demonstratie van figuur/achtergrond-scheiding die plaatsvindt tijdens cognitieve processen in de hersenen. De scheiding tussen figuur en achtergrond bepaalt de interpretatie van details. Gestaltpsychologen ontdekten vervolgens nog veel meer voorbeelden van illustraties met hetzelfde effect.

## Trivia
- In het Engels is de tegenstelling "vase or face" een bondige samenvatting die nog rijmt ook.